# John Rennie el joven
Sir John Rennie (30 de agosto de 1794 - 3 de septiembre de 1874) fue un ingeniero civil británico, que intervino en el diseño y construcción de numerosas obras de edificación, muelles marítimos, drenajes fluviales, puentes (como el Puente de Londres) y ferrocarriles. Miembro de la Royal Society of Arts, también presidió la Institución de Ingenieros Civiles.
Era hijo del también ingeniero del mismo nombre John Rennie (1761-1821), por lo que para distinguirlos se suele denominarlos "John Rennie el viejo" y "John Rennie el joven".  

## Primeros años
John Rennie fue el segundo hijo del ingeniero John Rennie y hermano del que también sería ingeniero civil George Rennie. Nació en el número 27 de Stamford Street, Blackfriars Road, Londres, en 1794. Fue educado por el Dr. Greenlaw en Isleworth, y luego por el Dr. Charles Burney en Greenwich.
Posteriormente entró a trabajar en la fábrica de su padre en Holland Street, Blackfriars Road, donde adquirió un conocimiento práctico de su profesión, y en 1813 fue puesto bajo el mando del Sr. Hollingsworth, ingeniero encargado de la construcción del Puente de Waterloo, cuyos cimientos supervisó personalmente. En 1815 ayudó a su padre en la construcción del Puente de Southwark, y en 1819 se fue al extranjero con el propósito de estudiar las grandes obras de ingeniería del continente.

## J. y G. Rennie
A la muerte de su padre en 1821, John permaneció asociado con su hermano George, para lo que fundaron la empresa "J. and G. Rennie". John se ocupó de la parte de ingeniería civil del negocio, mientras que su hermano George supervisaba la parte de ingeniería mecánica.

## Patio de Avituallamiento de Royal William

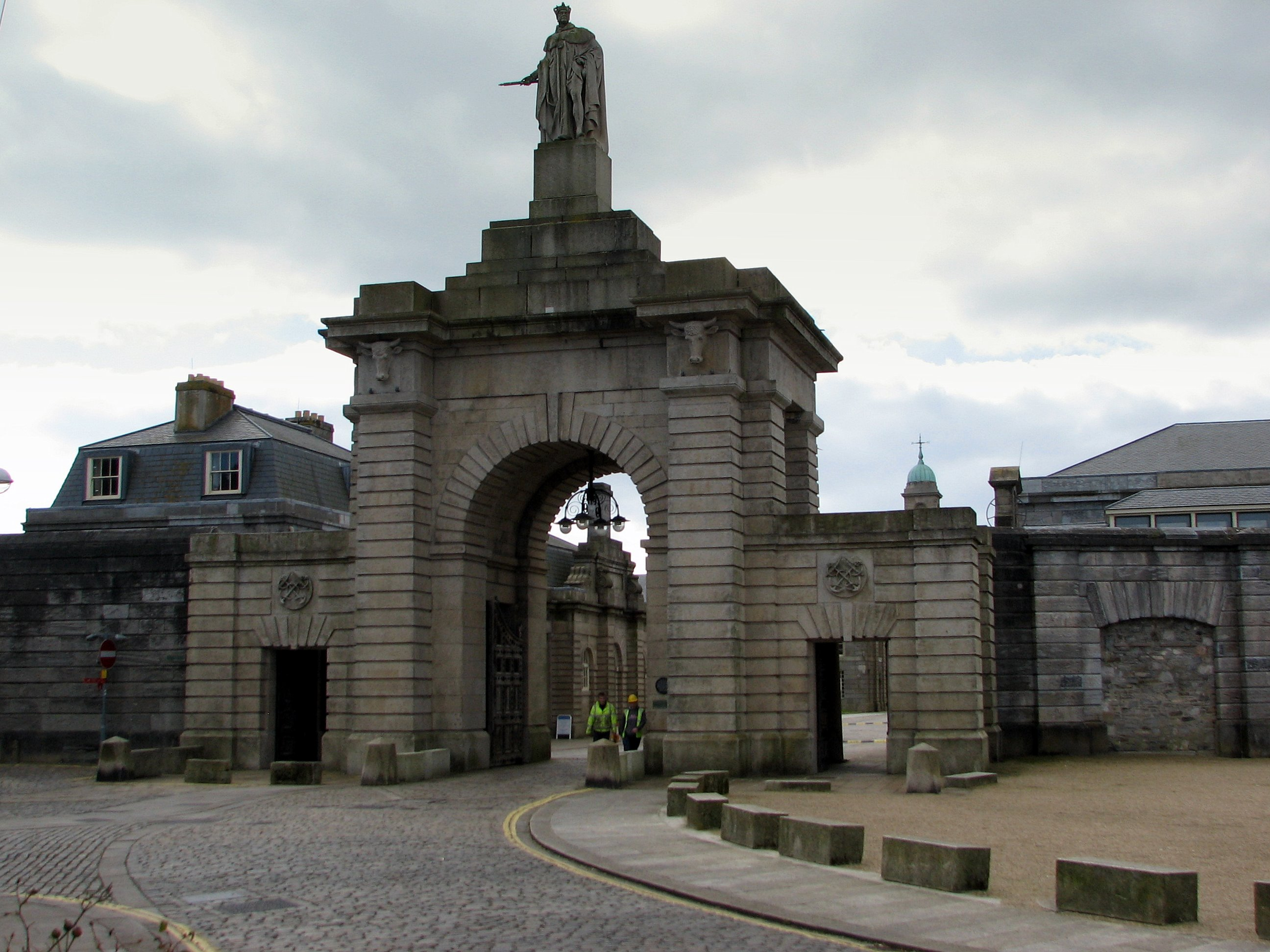
Patio de Avituallamiento de Royal William, Stonehouse, 1825-1833

Rennie y Philip Richards diseñaron el Patio de Avituallamiento de Royal William, en Plymouth, cuyas obras se desarrollaron entre 1823 y 1833. Con una superficie de 14 acres (56 656 m²), este gran conjunto de estilo clásico construido con caliza de Plymouth y granito de Dartmoor, consta de una gran puerta de entrada coronada por una estatua del rey Guillermo IV. Incluye un matadero; la dársena central del muelle; Melville Square al sur (un almacén con un patio central y una torre del reloj sobre la entrada principal); la panadería al oeste con su molino; y la cervecería al este con su fábrica de toneles.

## Cannon Workshops
Rennie también fue responsable del diseño de la dependencia conocida como "Cannon Workshops", que se convertiría en un taller de tonelería tras la huelga de los toneleros empleados por la West India Dock Company. La empresa decidió reorganizar el departamento de tonelería y Rennie elaboró los planos, presentándolos en 1824. Los edificios se terminaron en 1825.

## Puentes e ingeniería naval
La empresa más importante de John Rennie, a partir de 1824, fue la construcción del Puente de Londres, cuyos diseños habían sido preparados por su padre. El puente se inauguró en 1831, cuando Rennie fue nombrado caballero, siendo el primero de la profesión desde Sir Hugh Myddleton en recibir esta distinción. Fue responsable del Nuevo Sistema de Drenaje del río Ancholme en Lincolnshire, y del Puente de Horkstow, que diseñó para cruzar el río en 1835-1836. Es uno de los puentes colgantes modernos más antiguos que se conservan, y permanece sustancialmente tal como se diseñó. Como ingeniero del Almirantazgo, puesto en el que sucedió a su padre, completó varios trabajos en Sheerness, Woolwich, Plymouth, Ramsgate, y el gran rompeolas de Plymouth, del cual publicó una 'Cuenta' en 1848. Dedicó muchos años de su vida a realizar ampliaciones y modificaciones en varios puertos en diferentes partes de la costa, tanto en Inglaterra como en Irlanda. Un ejemplo sería su trabajo en la década de 1850 diseñando un dique seco para Joseph Wheeler en sus astilleros de Cork. Completó los trabajos de drenaje en los pantanos de Lincolnshire iniciados por su padre y, junto con Thomas Telford, construyó el emisario del río Nene cerca de Wisbech (1826-1831). También restauró el puerto de Boston en 1827-188 e introdujo varias mejoras en el cauce del río Welland. También modernizó los Diques de Chatham en 1862.

## Ingeniería ferroviaria
Aunque Rennie y su hermano realizaron trabajos de campo como ingenieros ferroviarios, habiendo estado involucrados con George Stephenson en el diseño del Ferrocarril de Liverpool y Mánchester, sus realizaciones en esta especialidad no fueron muy numerosas. Sin embargo, John intervino en 1823 para que se promoviera la idea de lo que se convertiría en el Ferrocarril de Londres y Birmingham en 1838, después de que se encomendara el proyecto a Robert Stephenson. La compañía J. and G. Rennie también suministró varias locomotoras para el Ferrocarril de Londres y Croydon en 1838 y 1839. En 1852, John diseñó un sistema de ferrocarriles para Suecia tras recibir un encargo del rey Gustavo I, y en 1855 diseñó una serie de ferrocarriles y puertos para Portugal, ninguno de los cuales, sin embargo, llegó a construirse.

## Institución de Ingenieros Civiles
Rennie fue elegido miembro de la Institución de Ingenieros Civiles el 25 de junio de 1844 y se convirtió en presidente el 21 de enero de 1845, manteniendo el cargo durante tres años. Su discurso presidencial en 1846 fue una historia completa de la profesión de ingeniero civil. También contribuyó con artículos sobre el drenaje de Ancholme, Lincolnshire, y sobre la mejora de la navegación del río Newry. Publicó, además de su "Cuenta del rompeolas de Plymouth", (1848), y la "Teoría, formación y construcción de puertos británicos y extranjeros" (1851-1854). Fue elegido miembro extranjero de la Real Academia de las Ciencias de Suecia.

## Jubilación y muerte

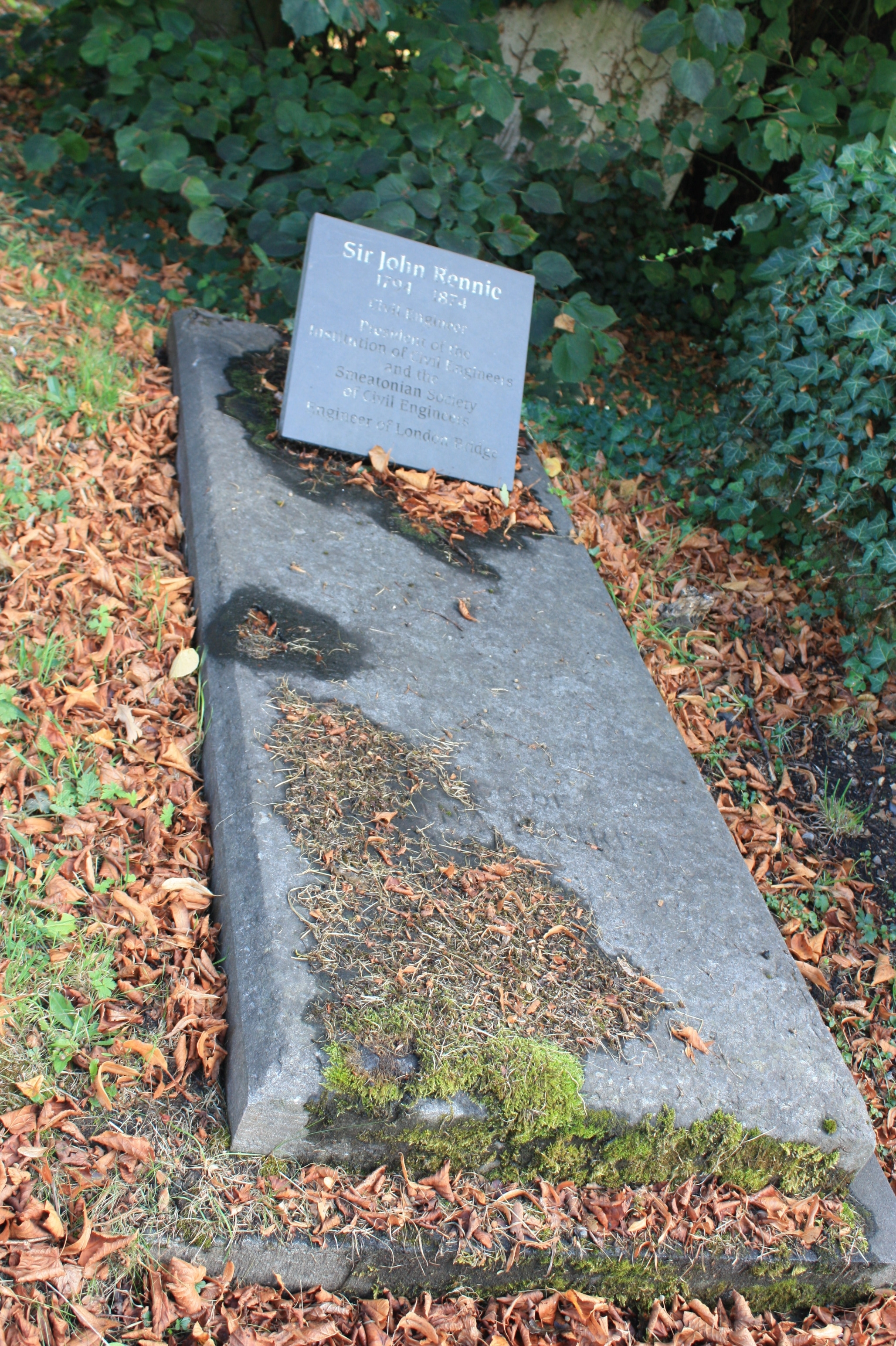
Tumba de John Rennie, en el cementerio de Kensal Green

Rennie se retiró de los deberes activos de su profesión alrededor de 1862 y murió en Bengeo, cerca de Hertford, el 3 de septiembre de 1874, justo después de cumplir 80 años.
Está enterrado en el Cementerio de Kensal Green en Londres, en el borde de un camino del lado sur. La tumba tiene una placa nueva que sustituyó a la desgastada losa original.